# Sokolići
Sokolići (cyr. Соколићи) – wieś w Serbii, w okręgu morawickim, w mieście Čačak. W 2011 roku liczyła 160 mieszkańców.